# Yuzhen
Yuzhen (chinesisch 圉鎮鎮 / 圉镇镇, Pinyin Yǔzhèn Zhèn) ist eine Großgemeinde im Süden des Kreises Qi der bezirksfreien Stadt Kaifeng in der chinesischen Provinz Henan. Yuzhen besitzt eine Fläche von 62,9 km², davon 6600 ha Ackerland. Im Jahr 2020 hatte die Gemeinde 68.490 Einwohner, davon 65.177 Landwirte mit ihren Familien.
Der Raumfahrer Jiang Xinlin wurde im Februar 1988 im Dorf Qiaomiao geboren.

## Geschichte
In der Zeit der Frühlings- und Herbstannalen (770–476 v. Chr.) gehörte das Gebiet der heutigen Großgemeinde zum Staat Chen, dann zum Staat Zheng, während der Zeit der Streitenden Reiche (475–221 v. Chr.) schließlich zu Wei. Die Bezeichnung „Yu“ („Pferdezucht“) für die Gegend taucht erstmals in der Qin-Dynastie (221–207 v. Chr.) auf. In der darauf folgenden Westlichen Han-Dynastie wurde dort dann der Kreis Yu (圉县) eingerichtet. Bekannteste Bürgerin jener Zeit ist die Dichterin und Komponistin Cai Wenji (177–249).
Seit dem Jahr 500, dem ersten Jahr der Regierung von Kaiser Yuan Ke der Nördlichen Wei-Dynastie, gab es zwischen den Dörfern Yunan und Yubei (damals 圉南 und 圉北 geschrieben) eine befestigte Stadt, zuerst „Yucheng“ (圉城) genannt. Seit 627, zu Beginn der Tang-Dynastie, trägt die Stadt den Namen Yuzhen in der heutigen Schreibweise.
Yuzhen war immer wieder Schauplatz heftiger Kämpfe. So wurde die Stadt im Winter 1642 von dem Rebellenführer Yuan Shizhong (袁时中, ?–1643) eingenommen, der sich wenig später Li Zicheng anschloss und sich zunächst an der Belagerung Kaifengs beteiligte. Noch vor der Entscheidungsschlacht entschloss sich Yuan Shizhong jedoch, die Regierungstruppen der Ming-Dynastie zu unterstützen, und wurde daraufhin von einem General Li Zichengs ermordet.
1912, zu Beginn der Republik China wurde Yuzhen dem Kreis Qi unterstellt. 1926/1927 gehörte Qi zum Gebiet des der nordchinesischen Zhili-Fraktion (直隶系) zugehörigen Militärmachthabers Kou Yingjie (寇英杰, 1880–1952), dem Oberbefehlshaber der Henan-Armee (豫军总司令). Bäuerliche Selbstschutztrupps (农民自卫团) versuchten, sich den Plünderungen zu widersetzen. Dies hatte jedoch nur begrenzten Erfolg. Um den Widerstandskämpfern die Rückzugsmöglichkeiten zu entziehen, brannten Kous Soldaten im Frühjahr 1926 die Dörfer Houcheng und Tianchiwa fast vollständig nieder – mehrere hundert Häuser wurden zerstört. Erst im Sommer 1927 wurde die Zhili-Fraktion im Nordfeldzug von der Nationalrevolutionären Armee geschlagen. 
Das Dorf Caiqiutun liegt strategisch günstig zwischen den damaligen Gemeinden Yuzhen, Banmu und Fuji des Kreises Qi. Daher hatte die KPCh dort bereits damals eine Arbeitsgruppe für ihre Untergrundaktivitäten eingerichtet. Auch während des Antijapanischen Kriegs spielte diese Basis eine wichtige Rolle. Ab Frühjahr 1946 unterhielt die Neue Vierte Armee in Caiqiutun eine geheime Nachschub-Zentrale mit unterirdischen Waffenlagern für das Militärgebiet Osthenan (水东军分区), die 2022 restauriert und zu einem Museum ausgebaut wurde.
Am 31. März 1946 kam es in der Nähe des Dorfes Liangzhuang zu einem Gefecht zwischen dem Regiment 243 der 31. Division der 68. Nationalchinesischen Armee und den Regimentern 28 und 30 der 5. Division der Neuen Vierten Armee, in deren Verlauf letztere mehr als 200 Kuomintang-Soldaten töteten.
Im November 1958 wurden die Dörfer von Yuzhen im Zuge des Großen Sprungs nach vorn in der „Volkskommune Shuijian“ (水简公社) zusammengefasst, benannt nach einer traditionellen, aus halbierten Bambusstangen bestehenden Wasserleitung.
1963 wurde die Kommune in „Yuzhen“ (圉镇公社) umbenannt und dann im Dezember 1983 im Zuge der Reform- und Öffnungspolitik in eine Gemeinde umgewandelt. 1994 wurde die Gemeinde Yuzhen schließlich zur Großgemeinde hochgestuft.

## Administrative Gliederung
Die Großgemeinde Yuzhen setzt sich aus 32 Verwaltungsdörfern zusammen. Diese sind:
| Dorf Baimugang (白木岗村) Dorf Caiqiutun (蔡丘屯村) Dorf Changzhuang (常庄村) Dorf Chengzhuang (程庄村) Dorf Dafuli (大夫李村) Dorf Dongna (董那村) Dorf Houcheng (后城村) Dorf Houliu (后刘村) Dorf Houqiao (后乔村) Dorf Jiangzhuang (江庄村) Dorf Jiaozhuang (焦庄村) | Dorf Jinggang (荆岗村) Dorf Langzhigang (郎智岗村) Dorf Liangzhuang (梁庄村) Dorf Luzhuang (鲁庄村) Dorf Mengdazhuang (孟大庄村) Dorf Mengzhuang (孟庄村) Dorf Qianliu (前刘村) Dorf Qiaomiao (乔庙村) Dorf Shuwa (舒洼村) Dorf Sunzhuang (孙庄村) Dorf Tianchiwa (天池洼村) | Dorf Tiantang (田堂村) Dorf Tiedihe (铁底河村) Dorf Wanglixia (王里夏村) Dorf Wuzhuang (吴庄村) Dorf Xinzhuang (新庄村) Dorf Yubei (于北村) Dorf Yunan (于南村), Regierungssitz der Großgemeinde Dorf Yuanzhuang (袁庄村) Dorf Zhaoji (赵集村) Dorf Zhuangwang (庄王村) |

## Verkehrsanbindung
Das Gemeindegebiet wird von der Staatsstraße S213 durchzogen, über die im Nordosten Anschluss an die Nationalstraße 106 von Peking nach Guangzhou und im Westen an die Autobahn Daqing-Guangzhou besteht. Der nächstgelegene Bahnhof befindet sich in Kaifeng.